# Iglesia de San Quintino
La Iglesia de San Quintino está a 40 km al noroeste de Lisboa, en la parroquia de Santo Quintino en el municipio de Sobral de Monte Agraço. Es de 1530, construida en estilo manuelino. Fueron los francos, los que trajeron la devoción a san Quintín. Se supone que la documentación relativa a la iglesia de San Quintino se perdieron cuando el Terremoto de Lisboa de 1755.
La iglesia está clasificada como Monumento Nacional desde 1910.